# Thorvald Strøm
Thorvald Strøm, född 16 november 1858 i Kongsvinger, död 14 mars 1942, var en norsk ingenjör. Han var bror till Boye och Hagbarth Strøm.
Efter examen från Trondheims tekniska läroanstalt 1877 studerade Strøm vid de tekniska högskolorna i München och Dresden 1879–81. Han var anställd vid Meråkerbanen 1877–79, ingenjör, senare entreprenör vid Panamakanalens byggande 1882–89 och  privat entreprenör i Norge 1890–1905. 
Strøm bedrev 1890–1905 entreprenörsverksamhet i Norge tillsammans med ingenjör Christian Hersleb Horneman och utförde bland annat banan Moelv-Lillehammer (1892–94), Grimstad-Frolandsbanen (1903–06), Gravhalstunneln (5 311 meter lång) på Bergensbanen (1895–1905), Svanfossdammen 1909–10 och dammanläggningen vid Kykkelsrud 1900. 
Åren 1905–29 var Strøm verkställande direktör för riksförsäkringsanstalten.